# 郪江镇
郪江镇，是中华人民共和国四川省绵阳市三台县下辖的一个乡镇级行政单位。2019年12月，撤销安居镇和宝泉乡，将其所属行政区域划归郪江镇管辖，郪江镇人民政府驻正街60号。

## 行政区划
郪江镇下辖以下地区：
社区、花棚村、玉江村、斗山村、窑阁村、银桥村、鱼洞村、郭家村和天王村。